# Matisse-Picasso
Matisse-Picasso è un documentario del 2002 diretto da Philippe Kohly e basato sulla vita dei pittori Henri Matisse e Pablo Picasso.